# پرلسدورف
پرلسدورف (به آلمانی: Perlsdorf) یک منطقهٔ مسکونی در اتریش است که در زودوست‌اشتایرمارک واقع شده‌است. پرلسدورف ۵٫۶۲ کیلومتر مربع مساحت دارد ۲۹۹ متر بالاتر از سطح دریا واقع شده‌است.